# 沖縄アウトレットモール・あしびなー

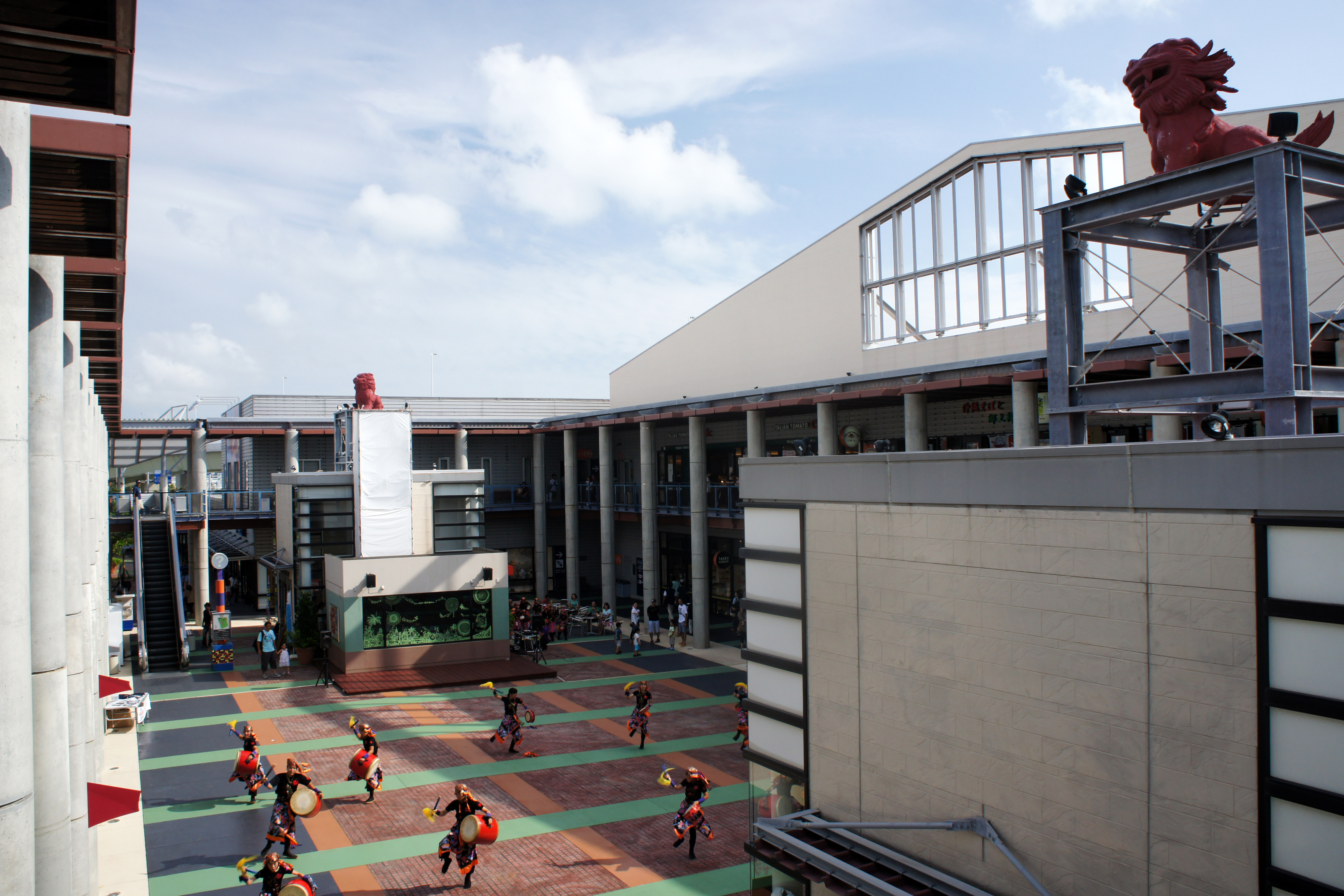
あしびなー広場とシーサー像

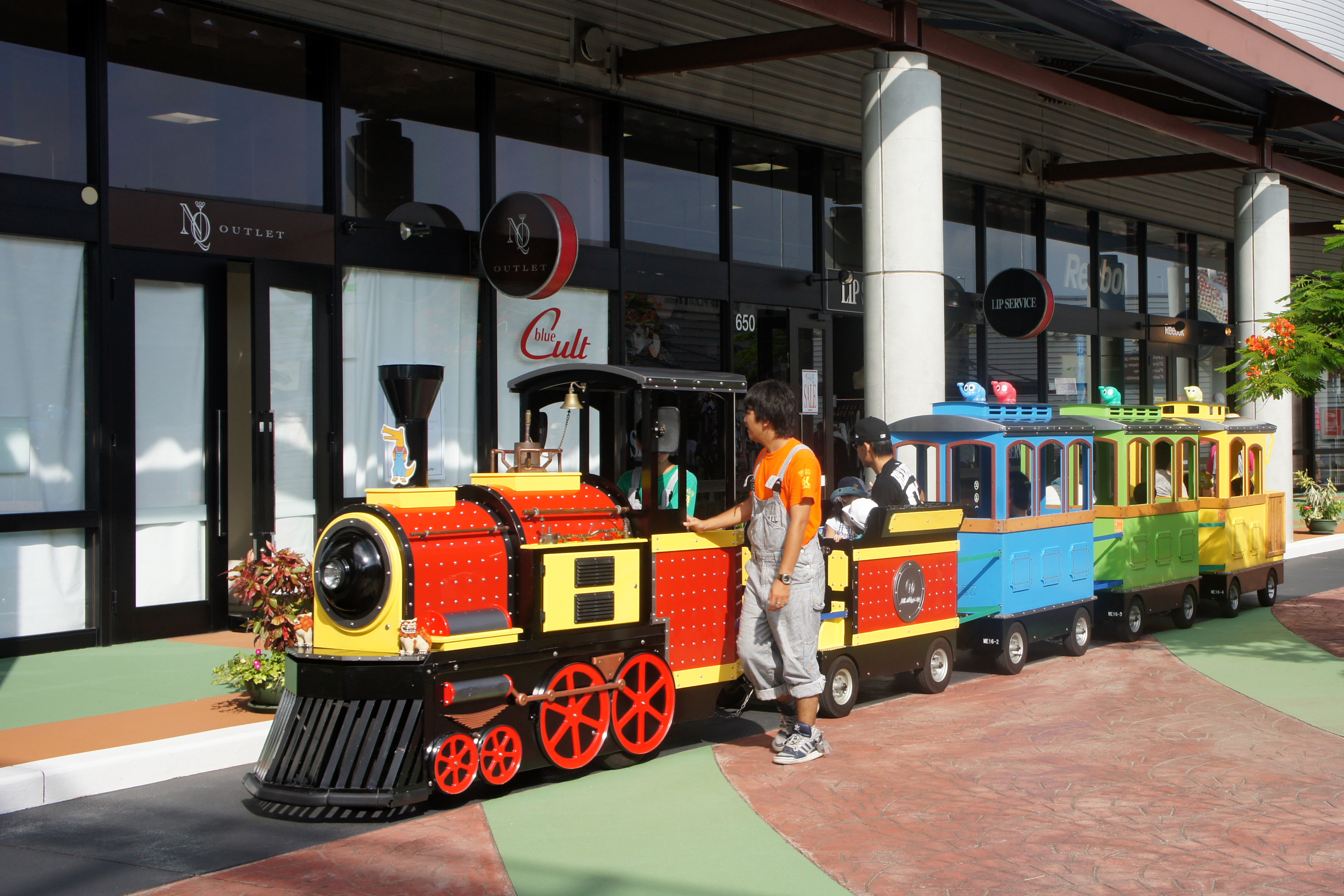
敷地内を走る蒸気機関車

沖縄アウトレットモール・あしびなー（おきなわアウトレットモール・あしびなー、英: OKINAWA OUTLET MALL ASHIBINAA）は、沖縄県豊見城市豊崎に所在するアウトレットモール。大和情報サービス（現・大和ハウスリアルティマネジメント）が運営する沖縄県初となるアウトレットモールとして2002年12月14日に開業した。イヴ・サン＝ローラン、グッチなどアウトレットとしては日本初上陸のブランド9つが揃う。
「あしびなー」とは、沖縄方言で遊び場という意味で、様々な人々や文化が集い楽しむ遊び場となるよう名付けられた。
施設は世界的な建築家であるジョン・ロウが設計し、南欧風の施設と沖縄の風土が合わさったデザインが特徴となっている。

## 主なテナント

### 1階
ファッションウェア、アクセサリー等を販売するショピングエリアで、55店舗から成る。また、イベント会場として使用する「あしびなー広場」、インフォメーションセンターなどの施設がある。以下に著名なブランド・店舗を一部挙げた。
- ABCマート
- アディダス
- アルマーニ・ファクトリストア
- サツドラ[注 1][3]
- ダンヒル
- ミキハウス
- リーバイス
- コーチ・ファクトリ
- ジミーチュウ

以下は日本初上陸ブランドである。
- イヴ・サンローラン リヴ・ゴーシュ（Yves Saint Laurent rive gauche）
- ヴィヴィアン・ウエストウッド
- グッチ
- C.P.カンパニー（C.P.Company）
- ストラネス（STRENESSE）
- セルジオ・ロッシ（SERGIO ROSSI）
- ハンティングワールド
- ヒューゴ・ボス
- マーク・ジェイコブス

### 2階
6店舗のレストランとフードコート（12店舗の飲食店と約600席の座席）から成る。
- イタリアン・トマトCafe Jr
- ぼてぢゅう

などが出店している。

### 過去に存在していたテナント
- ワールドアウトレット（2021年03月をもって閉店。）

## アクセス

### 路線バス
- アウトレットモールあしびなー前バス停
  - 琉球バス交通　55番（牧港線）・56番（浦添線）・88番（宜野湾線）・98番（琉大線）・105番（豊見城市内一周線）・256番（浦添てだこ線）
  - 那覇バス　95番（空港あしびなー線）
  - 沖縄バス　27番（屋慶名線）、32番（コンベンションセンター線）、39番（南城線）、43番（北谷線）、87番（赤嶺てだこ線）
    - 沖縄バスの各系統はいずれも豊見城営業所発着便のみ
- 他にiias（イーアス）沖縄豊崎との無料シャトルバスが10 - 20時台に30分ごとに運行されている。

## 周辺施設・名所
- iias沖縄豊崎 - 近隣地にある、同じ大和ハウスリアルティマネジメントが運営する施設。
  - DMMかりゆし水族館
- 豊崎ライフスタイルセンターTOMITON
- 道の駅豊崎
- ヤマダ電機テックランド豊見城店
- 瀬長島